# Phimosus
Phimosus is een geslacht van vogels uit de familie van de ibissen en lepelaars (Threskiornithidae).

## Soorten
Het geslacht kent de volgende soort:
- Phimosus infuscatus – Maskeribis